# Book of Sketches
Book of Sketches je sbírka spontánní prózy amerického spisovatele Jacka Kerouaca. Materiál, který byl zpracován pro tuto knihu posmrtně, Kerouac napsal mezi lety 1952 až 1957. Publikace dosud nebyla publikována v češtině.